# Шаумбург (район)
Шаумбург (нем. Schaumburg) — район в Германии. Центр района — город Штадтхаген. Район входит в землю Нижняя Саксония. Занимает площадь 675,59 км². Население — 165 557 чел. Плотность населения — 245 человек/км².
Официальный код района — 03 2 57.
Район подразделяется на 38 общин.

## Города и общины
1. Ауэталь (6 531)
2. Бюккебург (20 922)
3. Обернкирхен (9 884)
4. Ринтельн (27 806)
5. Штадтхаген (23 181)

Управление Айльзен
1. Анзен (1 163)
2. Бад-Айльзен (2 292)
3. Бухгольц (769)
4. Хесен (1 593)
5. Луден (1 150)

Управление Линдхорст
1. Беккедорф (1 594)
2. Хойерсен (1 004)
3. Линдхорст (4 617)
4. Людерсфельд (1 113)

Управление Ненндорф
1. Бад-Нендорф (10 296)
2. Хасте (2 656)
3. Хонхорст (2 227)
4. Зутфельд (1 492)

Управление Нидернвёрен
1. Лауэнхаген (1 470)
2. Мербек (2 098)
3. Нидернвёрен (2 012)
4. Нордзель (827)
5. Польхаген (1 239)
6. Видензаль (1 066)

Управление Нинштедт
1. Хельпзен (2 022)
2. Хеспе (2 183)
3. Нинштедт (4 905)
4. Зеггебрух (1 639)

Управление Роденберг
1. Апелерн (2 690)
2. Хюльзеде (1 068)
3. Лауэнау (4 159)
4. Мессенкамп (843)
5. Поле (962)
6. Роденберг (6 313)

Управление Заксенхаген
1. Аухаген (1 320)
2. Хагенбург (4 559)
3. Заксенхаген (2 135)
4. Вёльпингхаузен (1 757)